# Hossein Alizadeh (cyclisme)
Pour les articles homonymes, voir Alizadeh.
Cet article concerne le coureur cycliste. Pour le musicien, voir Hossein Alizadeh.
Hossein Alizadeh, né le 24 janvier 1988 à Tabriz, est un coureur cycliste professionnel iranien.

## Palmarès sur route

### Par année
- 2008
  - 2e du Tour of Milad du Nour
  - 2e du Taftan Tour
- 2010
  - Tour de Java oriental :
    - Classement général
    - 1re étape
- 2011
  - 2e étape du Tour d'Azerbaïdjan (contre-la-montre par équipes)
  - 2e du Milad De Nour Tour
  -  3e du Tour de Java oriental
- 2012
  - UCI Asia Tour
  -  Champion d'Iran sur route
  - Tour du lac Qinghai :
    - Classement général
    - 3e étape

  - Tour de Brunei :
    - Classement général
    - 2e et 3e étapes
- 2014
  - 2e étape du Tour de Singkarak
- 2015
  - 2e du Tour du lac Qinghai
- 2024
  - 2e du championnat d'Iran sur route

### Classements mondiaux
| Année                                 | 2007 | 2008 | 2009 | 2010 | 2011 | 2012 | 2013 | 2014 | 2015 | 2016  | 2017 | 2018 | 2019 | 2020 | 2021 | 2022 | 2023  | 2024  |
| ------------------------------------- | ---- | ---- | ---- | ---- | ---- | ---- | ---- | ---- | ---- | ----- | ---- | ---- | ---- | ---- | ---- | ---- | ----- | ----- |
| Classement mondial                    |      |      |      |      |      |      |      |      |      | 1595e | nc   | nc   | nc   | nc   | nc   | nc   | 2263e | 1170e |
| UCI Asia Tour                         | 120e | 75e  | 156e | 20e  | 35e  | 1er  | 82e  | 115e | 11e  | 267e  | nc   | nc   | nc   | nc   | nc   | nc   | nc    | 77e   |
|                                       |      |      |      |      |      |      |      |      |      |       |      |      |      |      |      |      |       |       |
| Légende : nc = non classéSource : UCI |      |      |      |      |      |      |      |      |      |       |      |      |      |      |      |      |       |       |

## Palmarès sur piste

### Championnats nationaux
- 2024
  -  Champion d'Iran de poursuite[1]